# パリ協定 (ベトナム和平)

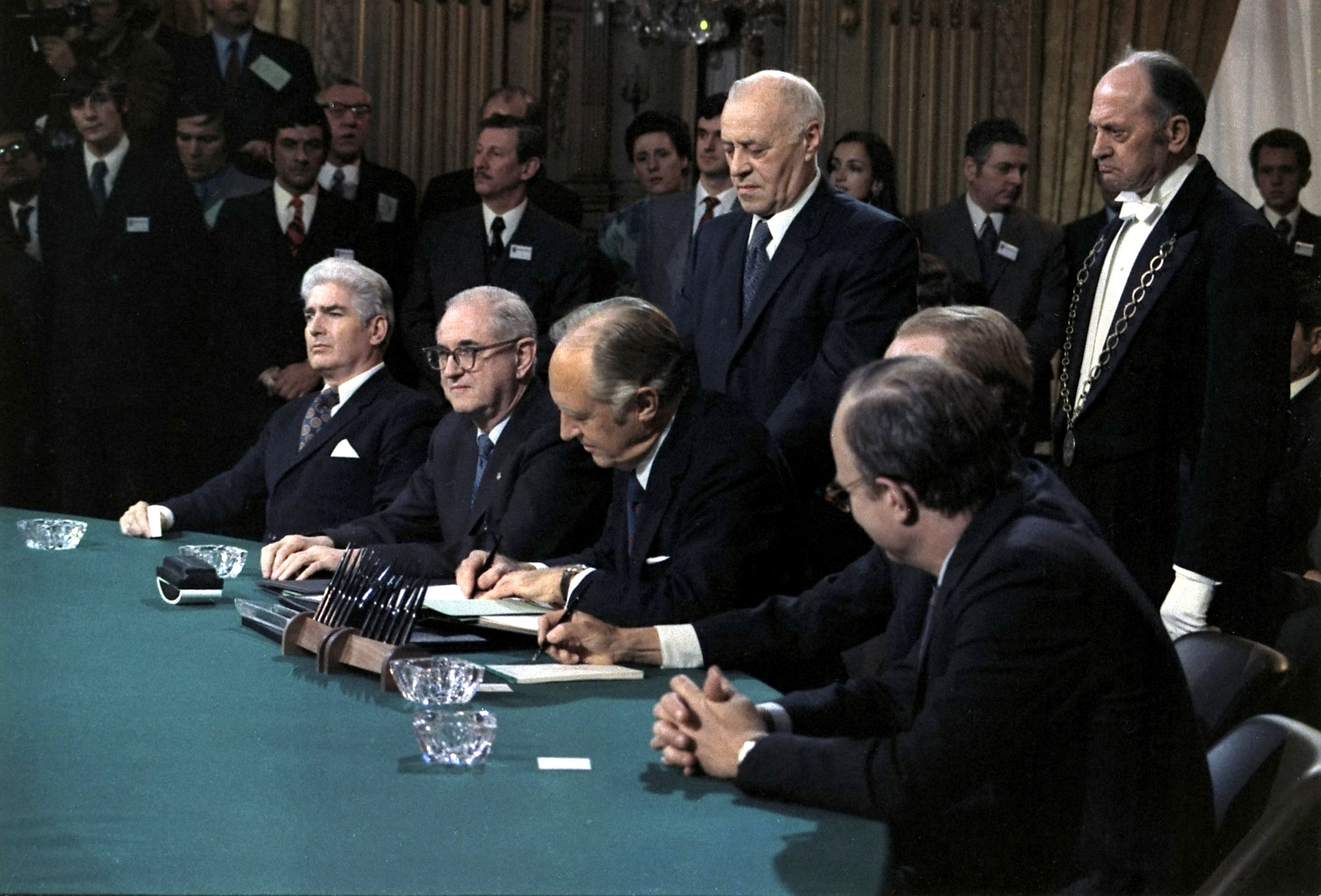
1973年1月27日、協定調印の様子

パリ和平協定（パリわへいきょうてい、英: Paris Peace Accords）は、1973年1月27日、パリでベトナム民主共和国（北ベトナム）、ベトナム共和国（南ベトナム）、南ベトナム共和国臨時革命政府、アメリカ合衆国の間で調印されたベトナム戦争終結を約した協定。正式名称はベトナムにおける戦争終結と平和回復に関する協定（Agreement on Ending the War and Restoring Peace in Viet Nam）。

## 概要
事前協議では、まず南ベトナム解放民族戦線（National Liberation Front、略称NLF）の地位を巡って大いにもめた。南ベトナムは南ベトナム解放戦線が北ベトナムの傀儡であると主張して会議への参加を認めなかった。これに対して北ベトナムとNLFは南ベトナム自体がアメリカの傀儡政権であると主張して、双方は平行線をたどった。結局NLFが新たに南ベトナム共和国臨時革命政府を樹立して主権国家としての体裁を整えることで会議への参加が認められることになった。
しかしパリ平和会議への道のりは長かった。北側と南側は各代表団が用いる机の形を巡ってまで論争を繰り返した。北側は全ての代表が公平にみなされるように円形テーブルを用いるよう主張、南側は南北の対極がはっきりと示されるように長方形のテーブルを用いるよう主張、双方一歩も譲らず数か月にわたって事前協議は空転した。結局北ベトナム政府と南ベトナム政府の代表が円形テーブルにつき、アメリカと臨時革命政府の代表は円形テーブルの周囲に個々に配置された長方形テーブルにつくことで妥協をみた。
協定は1973年1月27日に調印された。これによりすべての参加国には「1954年のベトナムに関するジュネーヴ協定によって承認された、ベトナムの独立・主権・統一性・領土を尊重する」ことが求められた。これを受けて29日にはアメリカのニクソン大統領がベトナム戦争の終戦を宣言、アメリカ軍は3月29日までに南ベトナムからの「名誉ある撤退」を完了した。会議の事前協議と調印へ向けての尽力を称え、アメリカのヘンリー・キッシンジャー特使と北ベトナムのレ・ドク・ト特使に、1973年のノーベル平和賞が授与された（ただし、レ・ドク・トは「ベトナムにまだ平和が訪れていない」と述べて受賞を拒絶した）。
グエン・バン・チュー大統領を始めとする南ベトナム政府は協定に反対だった。北ベトナム軍は自身が実効支配している南ベトナム内の領域から撤退する必要がなく、アメリカ軍が撤退したのち北が協定に反して南に侵攻しはじめた場合、南にはこれを食い止める抑止力が無かったからである。
その後も戦争は止まず、1975年3月10日に南ベトナムの危惧は現実となり、北ベトナム軍はホー・チ・ミン作戦を開始した。そしてついに4月30日にサイゴン陥落、南ベトナム政府は無条件降伏した。翌年7月に南北は統一され、ベトナム社会主義共和国が成立した。

## 協定調印者
- チャン・ヴァン・ラム（英語版） - ベトナム共和国（南ベトナム）外相
- ヘンリー・カボット・ロッジJr. - アメリカ合衆国代表団主席（上院議員・元南ベトナム大使）
- ウィリアム・P・ロジャーズ（英語版） - アメリカ合衆国国務長官
- グエン・ズイ・チン - ベトナム民主共和国（北ベトナム）外相
- グエン・チ・ビン（英語版） - 南ベトナム共和国臨時革命政府外相

## 事前協議の中心人物
- ヘンリー・A・キッシンジャー - アメリカ国家安全保障問題担当大統領補佐官
- レ・ドク・ト - ベトナム労働党政治局員・中央組織委員会委員長